# 大阪市立聖和小学校
大阪市立聖和小学校（おおさかしりつ せいわ しょうがっこう）は、大阪府大阪市天王寺区にある公立小学校。

## 概要
天王寺区の南東部を校区としている。校名の「聖和」は、学校近くにある四天王寺を建立した聖徳太子の「聖」と、聖徳太子が制定した『十七条憲法』の「和を以て貴しと為す（以和為貴）」の「和」を組み合わせて命名された。
学校周辺にはかつて桃畑が広がり、地域は「桃山」と呼ばれていたことから、校章は桃の花をデザインしたものとなっている。

## 沿革
1909年に大阪市天王寺第四尋常小学校として、現在地に開校した。開校の際、既存の天王寺第一小学校（現在の天王寺小学校）、天王寺第二小学校（現在の大江小学校）、天王寺第三小学校（のちの逢坂小学校・廃校）の3校の校区を再編し、3校より児童を編入している。
その後周辺校の開校に伴って、校区を再編している。1913年の天王寺第五尋常小学校（現在の大阪市立五条小学校）の開校の際、従来の校区の一部を天王寺第五小学校校区へ分離するとともに、従来の天王寺第一小学校（現在の大阪市立天王寺小学校）校区の一部を当校校区へ編入する変更を実施した。また1921年には、従来の天王寺第四尋常小学校の校区を分離する形で、天王寺第七尋常小学校が現在の寺田町駅の北西あたりに開校した。
1934年9月21日の室戸台風で校舎に被害を受けた。復旧までしばらくの間、天王寺区烏ヶ辻町・旧大阪商業学校跡地（現在の第二大阪警察病院敷地）に仮校舎を置いた。
1939年には天王寺地域（旧東成郡天王寺村のうち、1897年の大阪市第一次市域拡張で大阪市に編入された地域）の学校について、従来の「天王寺＋創立順の番号」での校名をやめて一斉に改称することになった。これに伴い従来の天王寺第四尋常小学校は大阪市聖和尋常小学校へと改称している。また天王寺第七尋常小学校は大阪市河堀尋常小学校へと改称した。
1941年の国民学校令により、大阪市聖和国民学校に改称した。また河堀尋常小学校は河堀国民学校となった。
1944年以降学童疎開が実施されることになり、天王寺区の国民学校では大阪府東部および奈良県への集団疎開が指示された。聖和国民学校では奈良県吉野郡吉野町へ、また河堀国民学校では吉野郡下市町へ、それぞれ疎開を実施している。
1945年の大阪大空襲では、校区一帯が被災し甚大な被害を受けた。聖和国民学校は1945年3月13日の第一次大阪大空襲で校舎半焼の被害を受けている。また河堀国民学校は6月15日の第四次大阪大空襲により全焼している。
終戦後の1945年9月より授業が再開されることになった。近隣の天王寺・河堀の両国民学校が聖和国民学校の焼け残った校舎を借用する形で、3階建ての校舎を1階ずつ区切って使用し、3校同居して授業を実施した。
大阪市では翌1946年4月1日付で、戦災で被災した国民学校の整理統合を実施した。校舎を焼失した学校や、校舎は焼け残ったものの校区に大きな被害を受けて児童数が激減した学校を休校として近隣の学校に統合する措置をおこなった。これに伴い天王寺・河堀の両国民学校は休校となり、聖和国民学校に統合されている。
学制改革により、1947年に大阪市立聖和小学校となった。その後地域の復興により、旧天王寺国民学校跡に1954年より分校を設置し、翌1955年に大阪市立天王寺小学校として正式に再開している。一方で河堀国民学校は再開することなく廃校となった。

### 年表
- 1909年10月14日 - 大阪市天王寺第四尋常小学校として、南区天王寺寺田町31番地（現在地）に開校。
- 1913年4月14日 - 大阪市天王寺第五尋常小学校（現在の大阪市立五条小学校）開校に伴い校区変更。
- 1921年10月2日 - 大阪市天王寺第七尋常小学校（河堀小学校）を分離。
- 1934年9月21日 - 室戸台風で校舎被害。
- 1939年4月1日 - 大阪市聖和尋常小学校に改称。
- 1941年4月1日 - 国民学校令により、大阪市聖和国民学校に改称。
- 1944年9月8日 - 奈良県吉野郡吉野町に集団疎開。
- 1945年3月13日 - 大阪大空襲で、校舎・校区に大きな被害を受ける。
- 1946年4月1日 - 戦災により天王寺国民学校・河堀国民学校を合併。
- 1947年4月1日 - 学制改革により、大阪市立聖和小学校に改称。
- 1954年4月8日 - 旧天王寺小学校敷地に、天王寺分校を開設。
- 1955年4月1日 - 分校が独立。大阪市立天王寺小学校として復興開校。
- 1957年4月1日 - 大阪市教育委員会から、音楽科の研究校に指定される。
- 1979年11月1日 - 学校給食教育が優秀として、文部大臣賞を受賞。
- 1984年4月1日 - 大阪市教育委員会から、図画工作科の研究校に指定される。
- 1986年9月22日 - 韓国教育使節団が来校。

## 通学区域
- 大阪市天王寺区 寺田町、国分町、勝山2丁目-4丁目、大道2丁目の全域。
- 大阪市天王寺区 烏ヶ辻2丁目の一部。

卒業生は大阪市立天王寺中学校に進学する。

## 交通
- 大阪環状線 寺田町駅北口 北西へ約500m。
- 大阪環状線 桃谷駅 南西へ約1.1km。
- JR 天王寺駅 北口 北東へ約1.2km。
- 大阪シティバス 寺田町バス停、国分町バス停。